# Anthostomella bruneiensis
Anthostomella bruneiensis är en svampart som beskrevs av K.D. Hyde 1996. Anthostomella bruneiensis ingår i släktet Anthostomella och familjen kolkärnsvampar.   Inga underarter finns listade i Catalogue of Life.